# 奇尔切洛
奇尔切洛（義大利語：Circello），是意大利贝内文托省的一个市镇。总面积45平方公里，人口2531人，人口密度56.2人/平方公里（2009年）。ISTAT代码为062024。